# کیم اون هی
کیم اون هی (کره‌ای: 김은희؛ انگلیسی: Kim Eun-hee؛ زادهٔ ۷ ژانویه ۱۹۷۲) نمایشنامه‌نویس و فیلم‌نامه‌نویس اهل کره جنوبی است. او از سال ۲۰۱۱ بر روی سریال نتفلیکس، پادشاهی کار می‌کرده‌است.